# ICE S
ICE S – niemiecki pociąg używany do testów na liniach dużych prędkości. "S" oznacza Schnellfahrtzug – pociąg dużych prędkości. Zastąpił on pociąg InterCityExperimental (ICE V).